# Christian Scherübl
Christian Scherübl (* 6. April 1994 in Graz) ist ein österreichischer Schwimmer, der sich auf Langstrecken und Staffeln im Freistil spezialisiert hat. In der Altersklasse der 16-Jährigen und jünger stellte Scherübl 2010 beim Geneva Long Course International Meet in Genf, Schweiz, einen österreichischen Rekord von 4:05,20 Minuten über 400 m Freistil bei den Jungen auf. Scherübl ist auch Mitglied des Schwimmteams des ATUS Graz und wird von Christoph Schreiner trainiert und betreut.
Scherübl vertrat Österreich bei den Olympischen Sommerspielen 2012 in London, wo er zusammen mit seinen Teamkollegen Florian Janistyn, David Brandl und dem zweifachen Olympia-Silbermedaillengewinner Markus Rogan über die 4 × 200 m Freistil startete. Im zweiten Lauf schwamm Scherübl eine Zeit von 1:48,64 min, und das österreichische Team beendete den zweiten Lauf als Achter und Sechzehnter mit einer Gesamtzeit von 7:17,94 min.